# Faculdades Integradas São Judas Tadeu
As Faculdades Integradas São Judas Tadeu são uma instituição de ensino superior localizada na cidade brasileira de Porto Alegre, capital do estado do Rio Grande do Sul. Estão endereçadas na Rua Dom Diogo de Souza, n° 100, no bairro Cristo Redentor, em uma área de 6.442,49 m².
São mantidas pela Instituição Educacional São Judas Tadeu, uma sociedade civil, educacional, filantrópica, sem fins lucrativos fundada em 1946. A Instituição também mantém o Colégio São Judas Tadeu, que oferece ensino de nível infantil, fundamental e médio.
Os cursos de Administração e Ciências Contábeis foram criados em 1970. Em 2001, nasceu a Faculdade de Educação, Ciências e Letras São Judas Tadeu, que deu início ao curso de Pedagogia e, mais tarde, ao de Educação Física. No ano seguinte, o MEC concedeu autorização para o curso de Direito.

## Cursos oferecidos
- Administração
- Ciências Contábeis
- Direito
- Educação Física
- Pedagogia